# Divisione di Kosi
Kosi è una divisione dello stato federato indiano di Bihar, e ha come capoluogo Saharsa.
La divisione di Kosi comprende i distretti di Saharsa, Madhepura e Supaul.
| Controllo di autorità | VIAF (EN) 133801041 · LCCN (EN) n88179535 · J9U (EN, HE) 987007564932905171 |